# Mikropipett
En mikropipett är ett laboratoriskt verktyg och tillhör verktygen pipetter. Instrumentet kan användas inom en mängd laborationer inom modern bioteknik, kemi, medicin och biologi. Mikropipetten används för att överföra vätskevolymer mindre än 1 milliliter. Skalan på mikropipetten anges i mikroliter. Pipetten används i kombination med en steriliserad engångstipp av plast.

## Utveckling av pipetten
Hanteringen av små mängder vätska på laboratorier runt om i världen var relativt riskfylld innan mikropipetten uppfanns. Detta på grund av att man använde en så kallad Carlsbergpipett, en pipett konstruerad som ett glasrör med ett kapillärrör, som laboranten använde genom att med munnen suga upp rätt mängd vätska i röret. Detta kunde vara väldigt riskfyllt om vätskan var farlig att förtära.
Heinrich Schnitger som jobbade på Marburgs universitet, utvecklade med hjälp av universitetets mekaniska verkstad den första mikropipetten 1957. Han byggde en prototyp som var en ombyggd tuberkulinspruta. I den hade han tillsatt en fjäder som var ansluten till kolven och möttes av ett stopp uppåt för att definiera volymen vätska som skulle pipetteras. Den hade även en luftbuffert som såg till att vätskan hölls kvar i själva spetsen och inte kom in i pipetten. Schnitgers  patentansökan på prototypen blev beviljad 1961.
1974 tog Warren Wilson och Henry Lard patent på en annan version av en mikropipett. Den tydligaste skillnaden i konstruktion var att med Wilson och Lards mikropipett kunde man justera mängden vätska man tog upp i pipetten, till skillnad från Schnitgers mikropipett där man bara kunde ta upp en bestämd mängd vätska. 

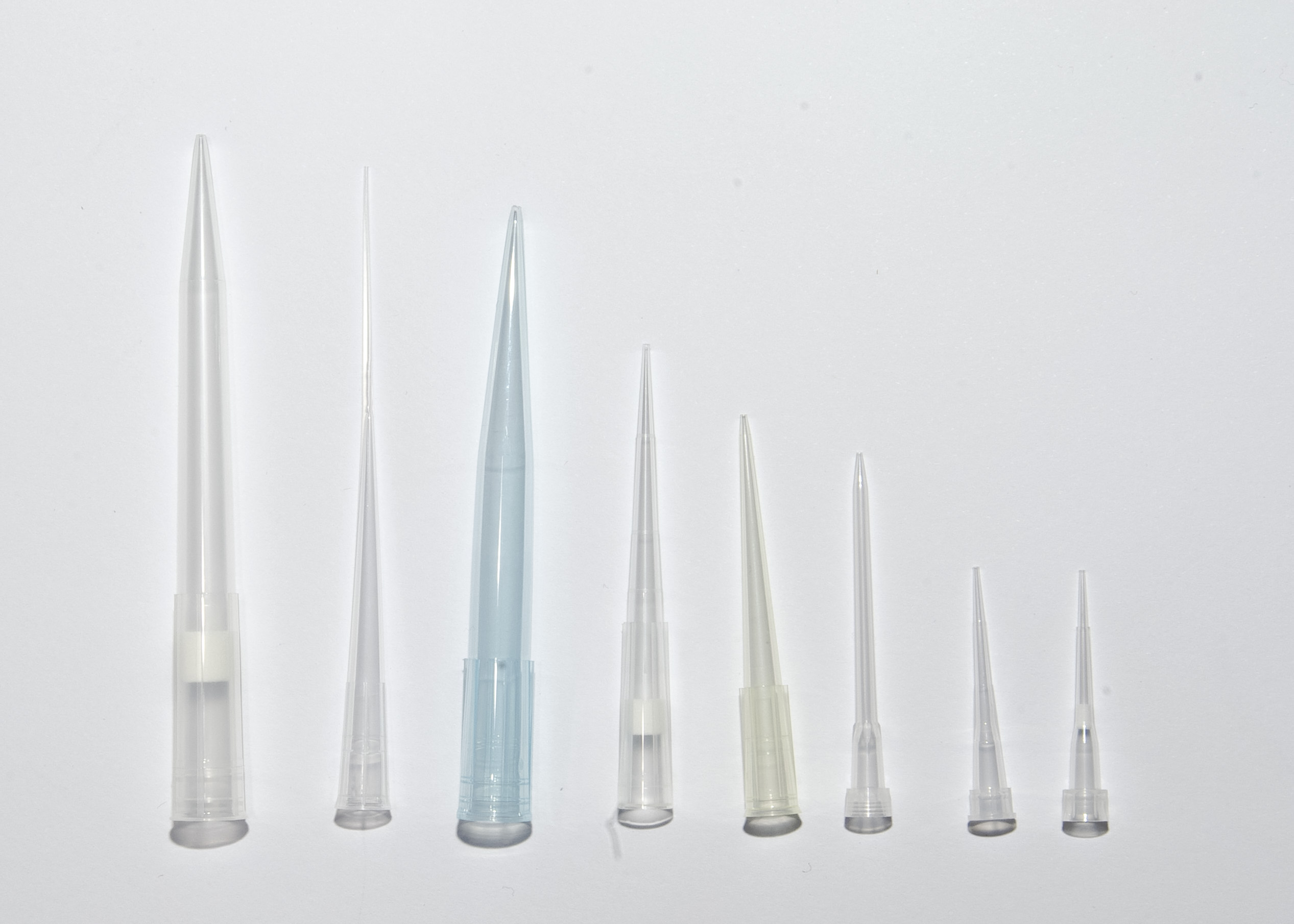
Olika pipettippar

## Förberedelse för pipettering
Det finns mikropipetter som har fasta volymer men överlag är de flesta justerbara. De justerbara mikropipetterna finns i tre storlekar. Storlekarna är:
- P20: 0,5 – 20,0 μl
- P200: 20,0 – 200 μl
- P1000: 200 – 1000 μl

Första steget för att förbereda mikropipetten är att ställa in vilken volym man vill ha. Detta gör man på de flesta modeller genom att vrida huvudet på kolven. 
För att man ska kunna använda en mikropipett måste man ha en så kallad plasttipp som kan variera i storlek beroende på vilken mikropipett man har. Laborationer där en mikropipett brukar användas kräver ofta en steril arbetsyta, därför har pipetten ingen fast plasttipp. Istället har man flera plasttippar i en liten låda som ofta är steriliserad. Tipparna använder man sedan bara en gång. Detta är för att de prov man testar på inte ska bli kontaminerat. Av samma anledning får man därför inte heller ta på plasttippen med fingrarna. Steg två är alltså att sätta på själva plasttippen på mikropipetten. 

## Hur man använder mikropipett
Kolven på mikropipetten har tre lägen. Det första är i grundläget, det andra när den är nedtryckt men kommer till det första motståndet och det tredje är när knappen är helt nedtryckt. När man ska ta upp vätska ska man bara använda läge ett och två. Man börjar med att tippen finns i den vätskan man vill ta upp. Därefter trycker du ner ”knappen” till läge två. När man gjort det för man långsamt upp knappen igen och då sugs önskad mängd vätska upp. 
När man sedan vill få ut vätskan trycker man först ner till läge två. Då trycks vätskan ut men ofta brukar det finnas en liten mängd kvar av vätskan i tippen. För att få ut det trycker man ner kolven till läge tre. Då har all vätska försvunnit ur tippen och man drar försiktigt upp den till läge ett igen.